# Blind Horizon
Blind Horizon (en España: Blind Horizon (El enemigo está dentro)) es una película estadounidense de 2003, del género thriller, dirigida por Michael Haussman y protagonizada por Val Kilmer, Neve Campbell y Sam Shepard.

## Sinopsis
Un hombre (Val Kilmer) se despierta en el hospital de una pequeña ciudad en el desierto de Nuevo México con una herida grave en la cabeza y sin memoria. No recuerda ni su nombre, pero está convencido de alguna manera de que alguien está planeando asesinar al presidente de U.S.A. en ese pequeño pueblo, algo muy inverosímil. Llega su novia, Chloe (Neve Campbell), quién lo identifica con el nombre de Frank, Franklin Kavanaugh, quién trabaja en Hacienda. Él no la reconoce. El sheriff Kolb (Sam Shepard) es el único que cree que puede ser cierto lo que Frank dice, mientras su 2do.el sheriff adjunto S.Cash (Noble Willingham) se ocupa de financiar su campaña para ser elegido nuevo sheriff con dinero del contrabando de personas, el sheriff Kolb sigue el caso y Frank se empecina es salvar al presidente. Cuando Frank empieza a creer que (como decía el médico) su certezas eran solo delirios, llega la noticia que el recorrido del presidente se desvía y va a pasar por el pueblo. Esto da la razón a Frank. Al descubrir el complot, Frank, descubre que él era el asesino encargado de llevarlo a cabo.

## Reparto
- Val Kilmer - Franklin Kavanaugh - Frank
- Neve Campbell - Chloe Richards
- Sam Shepard - El sheriff Jack Kolb
- Amy Smart - Liz Culpepper
- Noble Willingham - El sheriff adjunto Shirl Cash
- Giancarlo Esposito - J.C. Reynolds
- Gil Bellows - Dr. Theodore Conway
- Faye Dunaway - Mme K
- Charles Ortiz - Nico
- Leo Fitzpatrick - Sterling